# Tzadikim Nistarim
צַדִיקִים נִסתָּרים  "justos ocultos" Tzadikim Nistarim ou ל"ו צַדִיקִיםx"36 justos" Lamed Vav Tzadikim,  muitas vezes abreviado Lamed Vav(NIKS),[a] refere às 36 pessoas justas, uma noção enraizada nas dimensões mais místicas do Judaísmo. A forma singular é צַדִיק נִסתָר Tzadik Nistar .

## Origens
A fonte é o próprio Talmude explicado da seguinte maneira:
Como um conceito místico, o número 36 é ainda mais intrigante. Diz-se que em todos os tempos há 36 pessoas especiais no mundo, e que se não fosse por elas, todas elas, se uma delas estivesse faltando, o mundo chegaria ao fim. As duas letras hebraicas para 36 são o lamed , que é 30, e o vav , que é 6. Portanto, esses 36 são referidos como o Lamed-Vav Tzadikim . Esta crença amplamente aceita, este conceito judaico mais incomum é baseado em uma declaração Talmúdica no sentido de que em toda geração 36 justos "cumprimentem a Shekiná", a Presença Divina (Tratado Sanhedrin 97b; Tratado Sukkah 45b).

## Sua finalidade
O Judaísmo Hassídico Místico, assim como outros segmentos do Judaísmo creditam que existem 36 pessoas justas cujo papel na vida é justificar o propósito da humanidade aos olhos de Deus. A tradição judaica sustenta que suas identidades são desconhecidas uma para a outra e que, se uma delas chega a uma realização de seu verdadeiro propósito, elas nunca a admitiriam:
Os Lamed-Vav Tzaddikim também são chamados de Nistarim ("ocultos"). Em nossos contos folclóricos, eles emergem de sua ocultação auto-imposta e, pelos poderes místicos que possuem, conseguem evitar os desastres ameaçados de um povo perseguido pelos inimigos que os cercam. Eles retornam ao anonimato assim que sua tarefa é cumprida, "ocultando-se" novamente em uma comunidade judaica onde eles são relativamente desconhecidos. Os lamavavniks , espalhados como em toda a diáspora, não têm conhecimento um do outro. Em ocasiões muito raras, uma delas é "descoberta" por acidente, caso em que o segredo de sua identidade não deve ser divulgado. Os próprios vamniks não sabem que são os 36. Na verdade, a tradição diz que, se alguém disser ser um dos 36, isso é uma prova positiva de que eles certamente não são um. Visto que os 36 são exemplos de anavah ("humildade"), ter tal virtude impediria a autoproclamação de estar entre os justos especiais. Os 36 são simplesmente humildes demais para acreditar que são um dos 36.
Os Tzadikim Nistarim exemplificam um modo de liderança que difere da noção do líder público visionário que os estudiosos sugerem ser supervalorizado na cultura moderna, mas está bem encapsulado no aforismo que os presidentes Truman e Reagan citaram: "Não há limite para o que um homem pode fazer ou onde ele pode ir se ele não se importa com quem recebe o crédito."

## Lamedvavniks
Lamedvavnik (em iídiche:  לאַמעדוואָווניק), é o termo Yiddish para um dos 36 humildes justos ou Tzadikim mencionado na cabalá ou misticismo judaico. De acordo com este ensinamento, a qualquer momento existem pelo menos 36 pessoas santas no mundo que são Tzadikim. Essas pessoas santas estão escondidas; ou seja, ninguém sabe quem eles são. De acordo com algumas versões da história, eles mesmos podem não saber quem são. Por causa destes 36 santos ocultos, Deus preserva o mundo mesmo se o resto da humanidade se degenerou ao nível da barbárie total. Isso é semelhante à história de Sodom e Amorá no Tanak (tn"k), onde Deus disse a Abraham que pouparia a cidade de Sodoma se houvesse um quórum de pelo menos dez homens justos. Como ninguém sabe quem são os Lamedvavniks , nem eles mesmos, todo judeu deve agir como se fosse um deles; isto é, levar uma vida santa e humilde e rezar para o bem dos outros seres humanos. Também é dito que um desses 36 poderia ser o Messias se o mundo estivesse pronto para eles se revelarem. Caso contrário, eles vivem e morrem como uma pessoa comum. Se a pessoa sabe que é o potencial Messias é debatido.
O termo lamedvavnik é derivado das letras hebraicas  Lamed (L) e Vav (V), cujo valor numérico (veja Guemátria) soma 36. O "nik" no final é um sufixo russo ou Yiddish que indica "uma pessoa que..." (como em "Beatnik"; em Inglês, isso seria algo como chamá-los de "The Thirty-Sixers".) O número 36 é o dobro 18. Na guemátria (uma forma de numerologia judaica), o número 18 é suporte para "vida", porque as letras hebraicas que soletram chai, que significa "vivo", somam 18. Porque 36 = 2 × 18, representa "duas vidas".
Em algumas histórias hassídicas, os discípulos consideram que seus Rebbes e outras figuras religiosas estão entre os Lamedvavniks. Também é possível que um Lamedvavnik e revele como tal, embora isso raramente aconteça - o status de Lamedvavniks como um exemplo de humildade o impediria. Mais frequentemente, são os discípulos que especulam.
Essas crenças são articuladas nas obras de Max Brod, e alguns (como Jorge Luis Borges) acreditam que o conceito tenha se originado no Livro do Gênesis:
«E o Senhor disse: Se eu achar em Sodoma cinquenta justos dentro da cidade, pouparei todo o lugar por amor deles.» (Gênesis 18:26)

## Na cultura popular
- Uma peça de Hans Rehfisch chamada de Nickel and the 36 Righteous é uma comédia em 3 atos (1925).
- No romance de 1959 The Last of the Just de Andre Schwarz-Bart, um Homem Justo do Lamed-Vov é designado em cada geração da família de Levy. Seu legado é traçado ao longo de oito séculos. O título original em francês era Le Dernier des Justes.
- No romance de 1984 The Journeyer de Gary Jennings, Marco Polo é periodicamente salvo da morte pelos 36. A identidade do resgatador nunca é explicitada, e ele pode ser mais do que um dos Homens Justos.
- No romance de 1988 The Quest for the 36 de Steven Bilias, Dexter Sinister, um agente de reservas é encarregado por Deus de recolher os 36 para que eles possam evitar o fim do mundo.
- Na edição de 1991 "Three Septembers and a January", da história em quadrinhos de Neil GaimanThe Sandman, Death diz à alma de Joshua Norton: "eles dizem que o mundo repousa nas costas de 36 santos vivos - 36 homens e mulheres altruístas. Por causa deles o mundo continua a existir. Eles são o segredo reis e rainhas deste mundo" com a implicação de que ele era um dos Tzadikim.
- No livro de 1998 "Stories of Deliverance", originalmente intitulado "Les Justes" em francês, traduzido por Michael Bernard a partir de um conjunto original de contos aparentemente verdadeiros escritos por Marek Halter na década de 1990, relata as histórias de 36 pessoas corajosas que ajudaram a salvar vítimas e potenciais vítimas de atrocidades da Segunda Guerra Mundial. A ideia para o livro veio da suposição tradicional de que os justos estão sempre presentes no mundo.
- No documentário de 1998 The Cruise, sugere-se no filmes que o sujeito, Tim "Speed" Levitch, um guia turístico do ônibus de dois andares da Manhattan's Gray Line, é um Lamed Vovnick.
- No romance de 1999 Lords of Light: A Novel de Deepak Chopra, o Lamed Vav são retratados, um deles que traiu Deus posando como o novo Messias.
- No romance 1999 Keeping Faith de Jodi Picoult, acredita-se que o personagem principal, Faith White, seja um dos Lamed Vovnik do Rabino Solomon
- No filme de 2001 Invincible de Werner Herzog, um relato ficcional da vida do homem forte judeu Zishe Breitbart (também conhecido como Siegmund Breitbart), um rabino berlinense conta a Zishe (interpretado por Jouko Ahola) que ele pode ser um dos 36 homens justos que sentem sofrimento do mundo.
- No filme de 2005 Time of the Wolf de Michael Haneke faz referência aos 36, um personagem secundário sugeriu ser um deles.
- No romance de 2005 The History of Love de Nicole Krauss, o irmão de Alma, Bird, acredita ser um Lamed Vovnik, uma das 36 pessoas especiais do mundo.
- O romance de suspense de mistério de 2006' 'The Righteous Men de Sam Bourne trata do assassinato dos justos, um por um, e da solução dos assassinatos.
- No romance de 2007 The Yiddish Policemen's Union de Michael Chabon, o protagonista, no caso do Detetive Landsman envolve a vítima de assassinato que pode ter sido o Tzadik Ha-dor.
- O romance de 2007  The Book of Names de Jill Gregory e Karen Tintori é um thriller baseado nos princípios atuais da Cabalá, que ensina que a existência do mundo exige que ele seja ocupado por 36 Lamed vovniks.
- Na série de 2008–2012 series "The Jerusalem Undead" ("Campo de Sangue", "Assombrar os Chacais" e "Vale dos Ossos") do escritor de ficção cristã Eric Wilson, o protagonista é a filha de um dos Vam lamed e as histórias sobre o passado de seu pai incluem ele sendo escondido e secreto devido a seu status como um dos Lamed Vav.
- Em 2009 no filme dos Coen Brothers, A Serious Man, o elogio dito pelo rabbi em um funeral refere-se ao falecido como talvez tendo sido um "Lamed Vovnik".
- No romance de 2009 Let the Great World Spin de Colum McCann, o narrador do Livro Um menciona a audição do mito de "trinta e seis santos ocultos" enquanto estava na faculdade e compara as ações de seu irmão cristão Corrigan com um dos santos.
- No romance de 2011 The Last Good Man de A.J. Kazinski, há um serial killer que tenta matar todos os 36 bons homens.
- Na série televisiva de 2012 Touch, 1ª temporada, episódio 9, "Music of the Spheres", Jacob "Jake" Bohm, um menino mudo que misteriosamente sente o sofrimento daqueles ao longo de seu caminho e visa ajustar positivamente seus destinos, é revelado como possivelmente um dos "Lamed Vav Tzadikim" por um homem Hassídico Na segunda temporada de Touch , Jake e outras pessoas que têm dons especiais são referidos como membros dos 36; Ao longo dos episódios eles são explorados por suas capacidades e são caçados por quem acredita que eles têm muito poder. O episódio final apresenta considerações sobre a Cabala e as raízes místicas da lenda dos 36.
- No romance de 2013  Eyes Wide Open de Ted Dekker, os 36 são um grupo de crianças chamado Project Showdown. Órfãos foram criados por monges cristãos para seguir o caminho da luz, em uma tentativa de renascer a Terra em uma nova era.
- O filme de 2013  "36 Saints" é vagamente baseado na lenda dos 36.
- Na série de televisão de 2017, Kevin (Probably) Saves the World, o personagem-título é escolhido para ser uma alma virtuosa que precisa encontrar e iniciar os outros 35.